# Ké
Ké, właśc. Kevin Grivois (ur. w Nowym Jorku) – amerykański wokalista, kompozytor i autor tekstów.

## Życiorys
Ké swoje dzieciństwo spędził w rezerwacie indiańskiego plemienia Cherokee w Oklahomie, gdzie był samotnie wychowywany przez matkę. W wieku ośmiu lat rozpoczął swoją karierę muzyczną, koncertując razem z chórem chłopięcym. Następnie mieszkał w schronisku dla młodzieży w Londynie. Będąc nastolatkiem, miał okazję poznać Madonnę, Sheryl Crow i Bruce’a Robertsa.
W 1995 roku wydał debiutancki album I Am. Pierwszym singlem promującym wydawnictwo został utwór „Strange World”. Piosenka znalazła się na radiowych listach przebojów we Włoszech, Kanadzie, Hiszpanii, Portugalii, Szwajcarii, Francji, Grecji i Holandii. Utwór dotarł także do 89. miejsca w zestawieniu singli prowadzonym przez GfK Entertainment w Niemczech. W tym samym roku wokalista wydał również swój minialbum Ké, zawierający cztery utwory pochodzące z albumu I Am.
Drugi album Ké zatytułowany Shiny ukazał się w 1998, a trzeci – Better Way of Living – w 2001 roku.

## Dyskografia
Opracowano na podstawie materiału źródłowego.

### Albumy studyjne
- I Am (1995)
- Shiny (1998)
- Better Way of Living (2001)

### Single
- „Strange World” (1995)
- „Someday” (1996)
- „You Don’t Know Me” (1998)
- „Sounds of Silence” (1998)
- „Believer” (1999)